# Kirsten Heiberg
Kirsten Heiberg   (Kragerø, 25 d'abril de 1907 - Oslo, 2 de març de 1976) va ser una actriu i cantant noruega / alemanya que va tenir una important carrera cinematogràfica a Alemanya entre 1938 i 1954. Va assolir el punt àlgid de la seva carrera el 1942–43, interpretant la versió de Titanic de Joseph Goebbels. Després de la guerra, els aliats li van donar una prohibició de dos anys a causa del seu paper en la propaganda nazi. A Noruega mai no va ser castigada, ja que era ciutadana alemanya.

## Biografia
Heiberg va créixer a les ciutats de Kragerø, Kongsberg i Oslo, i va estudiar a Lausana, Dijon i París. Més tard, va estudiar anglès a Oxford, Anglaterra.
Va debutar a la "Den Nationale Scene" de Bergen el 1929 i, a la dècada de 1930, al teatre "Carl Johan" i al "Scala Revyteater" d'Oslo. Kirsten Heiberg també va actuar en diverses pel·lícules noruegues i suecas a principis dels anys trenta i va tenir el seu avanç en la comèdia Han, hon och pengarna ("Ell, ella i els diners") el 1936. Després de les aparicions a la revista d'opereta "Pam-Pam" al "Theater an der Wien" el 1937, va començar una carrera a Alemanya com a actriu de cinema i artista de gravació. Es va convertir en una actriu important de la indústria cinematogràfica alemanya i de la femme fatale del Tercer Reich, la "nova Marlene Dietrich". A Viena, va conèixer el compositor Franz Grothe, que era membre del partit nazi. Es van casar a Oslo el 1938 i es van traslladar a Berlín.
Kirsten Heiberg va debutar al cinema alemany a Napoleon Is to Blame for Everything de Curt Goetz, i van seguir una fila de pel·lícules, entre d'altres: Frauen für Golden Hill (1938), Achtung! Feind hört mit! (1940) i Titanic (1942–43).
Kirsten Heiberg també va ser molt actiu en el benestar alemany de les tropes (Truppenbetreuung), viatjant pel país, també a l'estranger, cantant per als soldats alemanys.
Kirsten Heiberg va afirmar després de la guerra que va ser a la llista negra per les autoritats nazis alemanyes per no formar part del partit nazi i que va passar dos anys sense treballar. Tot i això, no hi ha proves a les fonts d'arxius alemanys que ho demostrin. Per contra, el nom de Kirsten Heiberg es pot trobar a les llistes de salaris de la indústria cinematogràfica alemanya cada any a partir de l'abril de 1940, quan va obtenir la seva pertinença al "Reichsfilmkammer", fins al 1945. Kirsten Heiberg també era membre, des de l'abril de 1939, de la "Kameradschaft der deutschen Künstler", una organització per a artistes fundada pel membre de les SS Benno von Arent el 1933.
Kirsten Heiberg va continuar actuant en la propaganda nazi alemanya fins que va deixar Berlín amb el seu marit Franz Grothe a finals d'abril de 1945. El 1946 va batejar Marlene Dietrich en la versió alemanya del quadre francès Martin Roumaniac.
Era germana de l'actriu Else Heiberg.

## Després de la Segona Guerra Mundial
De tornada a Noruega després de la guerra, va trobar grans dificultats per trobar papers a causa del seu pas per Alemanya durant la guerra. No obstant això, els noruecs no la van detenir ja que encara era ciutadana alemanya, ja que el seu matrimoni amb Franz Grothe no s'havia anul·lat formalment. A Alemanya, la van veure en quatre pel·lícules després de la guerra. A Trondheim, va aconseguir un compromís com a resident al Trøndelag Teater 1952–60, actuant en operetes, comèdies i clàssics seriosos i drames moderns. També va aparèixer esporàdicament a l'escena d'Oslo als anys seixanta i setanta, però va enfrontar-se a un boicot a Oslo, i mai més se li va donar una feina estable en cap companyia de teatre o cinema.

## Llegat
El 15 d'agost de 2008 es va fer l'estrena del monòleg "Glamour for Goebbels" a Haugesund Teater com a part del festival de cinema. Elsa Aanensen va actuar com a Kirsten Heiberg. Øyvind Osmo Eriksen va ser l'instructor de la representació i Halvor Lillesund era pianista. El 14 de maig de 2009, l'obra es va traslladar al "Det Åpne Teater" a Oslo.
Els clips de pel·lícula i la música es van integrar al monòleg. Contenia pel·lícula d'Aanensen com Kirsten Heiberg, però no es van utilitzar cap fragment de les seves antigues pel·lícules. "Glamour for Goebbels" tractava sobretot del temps de Heiberg a Berlín, on va viure un estil de vida glamurós.
El novembre de 2014, la biografia històrica Glamour for Goebbels de Bjørn-Erik Hanssen va ser publicada per l'editorial Aschehoug, Oslo, a partir de quatre anys d'estudis en arxius noruecs i alemanys.